# Конкурсы искусств на летних Олимпийских играх 1936
| Конкурсы искусств на XI летних Олимпийских играх 1936 год, Берлин, Германия | Конкурсы искусств на XI летних Олимпийских играх 1936 год, Берлин, Германия |
| Olympische Ringe                                                            | Olympische Ringe                                                            |
| Информация                                                                  | Информация                                                                  |
| --------------------------------------------------------------------------- | --------------------------------------------------------------------------- |
| Участники:                                                                  | 527 участников (497 мужского пола и 30 женского) из 24 стран                |
| Время проведения:                                                           | 1 августа — 16 августа                                                      |
| Медали:                                                                     | 9 золотых, 12 серебряных, 11 бронзовых                                      |
|                                                                             | Лондон 1948 →                                                               |

Конкурсы искусств на летних Олимпийских играх 1936, проводившиеся на XI летней Олимпиаде 1936 года во время усиления в Германии  власти нацистов, частично сопровождались бойкотом со стороны представителей искусства из демократических стран.
В программу конкурсов входили художественные соревнования по 15 номинациям внутри категорий: архитектура, литература, музыка, живопись и графика, скульптура.

## Архитектура

### Градостроительные проекты
| Место | Страна   | Участник                 | Произведение                                |
| ----- | -------- | ------------------------ | ------------------------------------------- |
| 1     | Германия | Вернер Марх Вальтер Марх | «Олимпийский парк в Берлине/Райхшпортфельд» |
| 2     | США      | Чарльз Даунинг Лей       | «Военно-морской парк Бруклина»              |
| 3     | Германия | Теодор Нусбаум           | «План Кёльна и спортивные сооружения»       |

### Архитектурные проекты
| Место | Страна   | Участник                             | Произведение              |
| ----- | -------- | ------------------------------------ | ------------------------- |
| 1     | Австрия  | Герман Кучера                        | «Лыжный стадион»          |
| 2     | Германия | Вернер Марх                          | «Райхшпортфельд»          |
| 3     | Австрия  | Герберт Кастингер Герман Штигхольцер | «Спортивная арена в Вене» |

### Лирические произведения
| Место | Страна   | Участник                               | Произведение                           |
| ----- | -------- | -------------------------------------- | -------------------------------------- |
| 1     | Германия | Франц Зондигер(псевдоним Феликс Дюнен) | «Бегун»                                |
| 2     | Италия   | Бруно Фаттори                          | «Благородные лица» («Профили адзурри») |
| 3     | Австрия  | Ханс Хельмут Штойбер                   | «Дискобол»                             |

### Драматические произведения
| Место | Страна | Участник      | Произведение |
| ----- | ------ | ------------- | ------------ |
| 1     |        | не присуждали |              |
| 2     |        | не присуждали |              |
| 3     |        | не присуждали |              |

### Эпические произведения
| Место | Страна    | Участник        | Произведение       |
| ----- | --------- | --------------- | ------------------ |
| 1     | Финляндия | Урхо Кархумаки  | «В свободной воде» |
| 2     | Германия  | Вильгельм Эмер  | «На вершине мира»  |
| 3     | Польша    | Ян Парандовский | «Олимпийский диск» |

## Музыка

### Сольное и хоровое пение
| Место | Страна   | Участник        | Произведение                       |
| ----- | -------- | --------------- | ---------------------------------- |
| 1     | Германия | Пауль Хёффер    | «Олимпийская клятва»               |
| 2     | Германия | Курт Томас      | «Кантата к Олимпийским играм 1936» |
| 3     | Германия | Харальд Генцмер | «Бегун»                            |

### Инструментальная музыка
| Место | Страна | Участник      | Произведение |
| ----- | ------ | ------------- | ------------ |
| 1     |        | не присуждали |              |
| 2     |        | не присуждали |              |
| 3     |        | не присуждали |              |

### Оркестровая музыка
| Место | Страна       | Участник        | Произведение                                       |
| ----- | ------------ | --------------- | -------------------------------------------------- |
| 1     | Германия     | Вернер Эгк      | «Олимпийская праздничная музыка», текст Карла Дима |
| 2     | Италия       | Лино Ливиабелла | «Победитель»                                       |
| 3     | Чехословакия | Ярослав Кржичка | «Горная сюита»                                     |

## Живопись и графика

### Картины
| Место | Страна  | Участник                   | Произведение          |
| ----- | ------- | -------------------------- | --------------------- |
| 1     |         | не присуждали              |                       |
| 2     | Австрия | Рудольф Герман Айзенменгер | «Бегун перед финишем» |
| 3     | Япония  | Такахари Фудзита           | «Хоккей с шайбой»     |

### Рисунки и акварели
| Место | Страна | Участник      | Произведение                   |
| ----- | ------ | ------------- | ------------------------------ |
| 1     |        | не присуждали |                                |
| 2     | Италия | Романо Дацци  | «Четыре картона для фресок»    |
| 3     | Япония | Сюяки Судзуки | «Классические японские скачки» |

### Гравюры
| Место | Страна | Участник      | Произведение |
| ----- | ------ | ------------- | ------------ |
| 1     |        | не присуждали |              |
| 2     |        | не присуждали |              |
| 3     |        | не присуждали |              |

### Прикладная графика
| Место | Страна    | Участник                    | Произведение              |
| ----- | --------- | --------------------------- | ------------------------- |
| 1     | Швейцария | Алекс Диггельман            | «Плакат Ароза I»          |
| 2     | Германия  | Альфред Хирль               | «Международные автогонки» |
| 3     | Польша    | Станислав Остойя-Хростовски | «Диплом яхт-клуба»        |

## Скульптура

### Круглая скульптура
| Место | Страна   | Участник      | Произведение       |
| ----- | -------- | ------------- | ------------------ |
| 1     | Италия   | Фарпи Виньоли | «Ездок на качалке» |
| 2     | Германия | Арно Брекер   | «Десятиборец»      |
| 3     | Швеция   | Стиг Бломберг | «Молодые борцы»    |

### Рельефы
| Место | Страна   | Участник        | Произведение |
| ----- | -------- | --------------- | ------------ |
| 1     | Германия | Эмиль Сутор     | «Барьеристы» |
| 2     | Польша   | Йозеф Клуковски | «Футбол»     |
| 3     |          | не присуждали   |              |

### Медали и значки
| Место | Страна  | Участник        | Произведение       |
| ----- | ------- | --------------- | ------------------ |
| 1     |         | не присуждали   |                    |
| 2     | Италия  | Лучано Мерканте | «Meдали»           |
| 3     | Бельгия | Жозе Дюпон      | «Значок наездника» |

## Особая награда
Олимпийский приз за альпинизм на Играх в Берлине вручался третий и последний раз. Эту почётную награду присудили за участие в сложных гималайских экспедициях 1930 и 1934 годов. Одну золотую медаль на двоих завоевали супруги из Германии Хетти Диренфурт и Гюнтер Оскар Диренфурт (англ. Günter Oskar Dyhrenfurth), возглавлявший восхождение. В 1932 году они получили швейцарское гражданство, поэтому выступали не от Германии, а от Швейцарии.